# لحظة للذكرى (فلم)
 لحظة للذكرى: فيلم كوري من إنتاج سنة 2004. إخراج جون إتش لي، وبطولة: سون يي جن وجونغ وو سونغ.

## القصة
كيم سوجين إبنه أحد كبار المقاولين في كوريا فتاه شابه خجوله وهادئه الطباع تعاني من هجر حبيبها المتزوج حيث كانت تنتظره في محطه القطار تلتقي بعدها بـ تشوى شول سو في أحد البقالات القريبه من محطه القطار ثم تلتقي به صدفه مره أخرى في مكان عمل ابيها حيث يعمل مع والدها ككبير العمال في مشروع بناء، كما أنه بارع في أعمال النجارة وإصلاح المنازل تقع سوجين في غرام شول سو ويلتقيان أكثر من مره وتقرر ان تكسر حاجز خجلها وتعبر له عن مشاعرها وتتقرب منه وبمجرد ان يعرف والدها يعارض علاقتهما ويرفض زواجهم ولكن بالنهاية يخضع للامر الواقع بعد ان رآى مقدار حبهما فيتزوجان ويعيشا حياة هانئة إلى ان تكتشف سوجين انها مصابه بمرض الزهايمر وتبدء تفقد ذاكرتها تدريجياً فهل ستنسى زوجها وحبها له؟ وهل سيقف بجانبها؟

## روابط خارجية
- مقالات تستعمل روابط فنية بلا صلة مع ويكي بيانات